# ТЕС Igarapé
ТЕС Igarapé — наразі зупинена теплова електростанція у бразильському штаті Мінас-Жерайс. 
В 1978 році на майданчику станції став до ладу один конденсаційний енергоблок з паровою турбіною потужністю 131 МВт. 
Наприкінці 2010-х власник станції компанія CEMIG вирішила зупинити її через нерентабельність, а на початку 2021-го Міністерство енергетики видало постанову щодо анулювання дозвільних документів, на підставі яких працювала ТЕС.
Для технологічних потреб станції використовували воду із річки Параопеба.
Видача продукції відбувалась по ЛЕП, розрахованій на роботу під напругою 138 кВ.